# Hrabstwo Smith (Tennessee)
Hrabstwo Smith (ang. Smith County) – hrabstwo w stanie Tennessee w Stanach Zjednoczonych. Obszar całkowity hrabstwa obejmuje powierzchnię 325,35 mil² (842,65 km²). Według szacunków United States Census Bureau w roku 2009 miało 19 201 mieszkańców.
Hrabstwo powstało w 1799 roku.

## Miasta
- Carthage
- Gordonsville
- South Carthage[4]

| Populacja hrabstwa w poprzednich latach | Populacja hrabstwa w poprzednich latach |
| Rok                                     | Liczba ludności                         |
| --------------------------------------- | --------------------------------------- |
| 1980                                    | 14 562                                  |
| 1990                                    | 14 143                                  |
| 2000                                    | 17 712                                  |
| 2005                                    | 18 647                                  |